# Kolekto 2000
Kolekto 2000 is een project van de uitgeverij van Esperantomuziek Vinilkosmo van de lente van 1998 tot het jaar 2000. Het gaat om een collectie van cd's. Het doel van 'Kolekto 2000' was om in het jaar 2000 een reeks van tien cd's uit te brengen met Esperantomuziek van diverse stijlen en artiesten.
De tien cd's zijn:
1. JoMo kaj Liberecanoj: JoMo kaj Liberecanoj
2. Jacques YVART: Jacques Yvart kantas Georges Brassens
3. Persone: ...sed estas ne
4. Solotronik: Polimorfia Arkiteknia
5. Merlin: Por La Mondo
6. La Porkoj: Sxako
7. Kajto: Masko
8. La Kompanoj: Survoje
9. Kore: Kia viv'
10. Dolchamar: Lingvo Intermonda